# E.R. (Rapper)
E.R. (* 2001 oder 2002, bürgerlich Eduard Reger) ist ein deutscher christlicher Rapper und Songwriter von deutschem Gospelrap. Er war Teil des christlichen Hip-Hop-Labels Realtalk Records.

## Leben
E.R. wuchs in einem christlich geprägten Umfeld auf und kam nach eigenen Angaben bereits im Jugendalter zum persönlichen Glauben an Jesus Christus. Mit etwa 13 Jahren begann er, sich intensiv mit deutschem Rap auseinanderzusetzen und schrieb erste eigene Texte. In dieser Phase begann er, in vielen weltlichen Rap-Texten einen negativen Einfluss auf seine Denkweise und seinen Glauben zu sehen. Nach einer bewussten Abkehr vom Mainstream-Rap entwickelte er eine Leidenschaft für Gospelrap mit biblisch fundierten Inhalten.

## Musikalische Karriere
E.R. war von 2021 bis 2025 Teil des Musiklabels Realtalk Records, das vom christlichen Rapper R.E.A.L gegründet wurde. Gemeinsam mit weiteren Künstlern wie Kardo, Double M und Copain produzierte er Musik mit dem Ziel, das Evangelium in moderner Sprache durch Rapmusik zu verkünden. Am 21. Februar 2020 erschien E.R. erstmals öffentlich mit dem Song Unashamed. zu diesem Zeitpunkt war er 18 Jahre alt. 2021 veröffentlichte E.R. seine erste EP mit dem Titel Herz, die u. a. Themen wie das trügerische Herz oder Jesus als Ruhe in dem Sturm behandelt. Sein erstes Soloalbum mit dem Titel Monochrom veröffentlichte E.R. 2024, auf dem er Themen wie Gnade, Zweifel, geistlichen Kampf und Hoffnung behandelte.
Auch während seiner Zeit bei Realtalk Records trat E.R. auf vielen Alben in Erscheinung wie zum Beispiel Sampler, Sampler 2 und 180°-der Soundtrack.

## Stil und Einfluss
E.R.s Musikstil verbindet klassische Boom-Bap-Elemente mit modernen Trap-Einflüssen. Inhaltlich ist sein Werk stark vom christlichen Glauben und der Bibel inspiriert. Musikalisch geprägt und sozialisiert wurde er aber vor allem vom deutschsprachigen Rap, insbesondere von Kollegah, aber auch Bushido, Asche und Kool Savas, die seinen Rapstil prägten. Er versteht Gospelrap als ein missionarisches Werkzeug, um auch Menschen außerhalb traditioneller Gemeindestrukturen zu erreichen.

## Diskografie

### Alben
- 2024: Monochrom (Realtalk Records/Distri)

### EPs
- 2021: Herz
- 2023: Krieg/Frieden

### Singles
- 2020: Unashamed
- 2020: Wenn ich dich sehe
- 2020: Einziger Weg
- 2020: Zeilen von der Seele
- 2020: Straße (mit Copain)
- 2020: Anders
- 2021: Gebet
- 2021: Irgendeine Kunst
- 2021: 1 gegen 1
- 2022: Blacklist
- 2022: Melancholie
- 2022: Summe der Liebe (mit Vitch & Bender)
- 2022: Leben wie es dir gefällt (mit Pisty)
- 2023: Know You
- 2023: Pray
- 2023: Kehr um
- 2023: Gib uns das Mic (mit Cardo44)
- 2023: Monochrom
- 2024: Sonne & Regen
- 2024: Nacht (mit Sugar MMFK)
- 2024: Gospelrap Unleashed
- 2024: Rotwein
- 2025: Schnee
- 2025: Graue Schatten
- 2025:  Eliana[6]

### Beiträge für Sampler
- Sampler 1 (Realtalk Records, 2022)
- Sampler 2 (Realtalk Records, 2023)
- 180°-der Soundtrack (Realtalk Records, 2024)